# Birgitte Cathrine Boye
För andra personer med namnet Boye, se Boye (efternamn).
Birgitte Cathrine Boye, född Johansen 7 mars 1742 i Gentofte i Danmark, död 17 oktober 1824, var en dansk författare. 
Gift två gånger efter att ha blivit änka i det första äktenskapet. I andra äktenskapet gift med tullskrivaren och justitierådet Hans Boye. Hon skrev som psalmförfattare 146 psalmer publicerade i Danmark. Hon fick uppdrag av Ove Høegh-Guldberg, att till hans Guldbergs Psalmebog 1778, (G) nyöversätta och redigera äldre psalmtexter.  Hon är fortfarande representerad i danska Roskilde Konvents psalmbok 1855 (R) och dess tillägg (RT) 1890 samt i Psalmebog for Kirke og Hjem med ett tjugotal psalmtexter.

## Psalmer
- Nr 44 Lidt kun det baader, at Mesteren Huset opbygger i Psalmebog for Kirke og Hjem (och i R nr 58).
- Nr 45 Naturen holder Pinsefest i Psalmebog for Kirke og Hjem (och i R nr 277).
- Nr 49 Dybt hælder Aaret i sin Gang i Psalmebog for Kirke og Hjem (och i R nr 67).
- Nr 76 Solen sank bag Høj og Hav i Psalmebog for Kirke og Hjem (och i RT nr 589).
- Nr 191 Kom, Sandheds Konge, Kristus kom i Psalmebog for Kirke og Hjem (och i R nr 248).
- Nr 199 Med Spottens Rør i fromme Hænder i Psalmebog for Kirke og Hjem (och i R nr 200).
- Nr 201 Ingen paa sin Styrke bygge i Psalmebog for Kirke og Hjem  (och i R nr 196).
- Nr 226 Kristus er for mig korsfæstet i Psalmebog for Kirke og Hjem (och i R nr 215).
- Nr 249 Bliv hos os, Mester, Dagen hælder! i Psalmebog for Kirke og Hjem (och i R nr 234 och RT).
- Nr 367 O Frelser, til dit Naadebord i Psalmebog for Kirke og Hjem (och i R nr 338).
- Nr 396 Til Zion drager Kristus frem i Psalmebog for Kirke og Hjem (och i RT nr 722).
- Nr 397 Herre Kristus, dig til Ære i Psalmebog for Kirke og Hjem (och i R nr 377).
- Nr 401 Himlen aabnes, Mørkret svinder i Psalmebog for Kirke og Hjem (och i R nr 359).
- Nr 415 Lover Herren! han er nær i Psalmebog for Kirke og Hjem  (och i R nr 290).
- Nr 436 Du ledte frem, al Godheds Gud i Psalmebog for Kirke og Hjem (och i (R nr 378).
- Nr 437 De knælede med Ja mod Ja i Psalmebog for Kirke og Hjem (och i Guldbergs psalmebog 1778, Evangelisk-christelig psalmebog 1798, R nr 381).
- Nr 529 Du bange Sjæl, hør Trøstens Bud i Psalmebog for Kirke og Hjem (och i R nr 477 och RT).
- Nr 565 Hvor blev Guds Jord et dejligt Sted i Psalmebog for Kirke og Hjem (och i R nr 532).
- Nr 616 Jesus Kristus er min Klippe i Psalmebog for Kirke og Hjem (och i R nr 432).
- Nr 668 Brødre og Søstre, vi skilles nu ad i Psalmebog for Kirke og Hjem vers 3-4  (och i RT nr 728).
- Nr 669 Jeg er, o Gud, din Vandringsmand i Psalmebog for Kirke og Hjem (och i RT nr 538).
- Nr 670 Jeg haabe vil, hvordan det gaar i Psalmebog for Kirke og Hjem (och i RT nr 499).